# USS LST-351
O USS LST-351 foi um navio de guerra norte-americano da classe LST que operou durante a Segunda Guerra Mundial.